# Пьеве-ди-Кадоре
Пьеве-ди-Кадоре (итал. Pieve di Cadore, вен. Pieve de Cador, ладинск. Pièe, лат. Plebs Catubrii, Plebs Catubrina) — коммуна в Италии, располагается в провинции Беллуно области Венето.
Население составляет 3833 человека, плотность населения — 58 чел./км². Занимает площадь 66 км². Почтовый индекс — 32044. Телефонный код — 0435.
В коммуне 8 сентября особо празднуется Рождество Девы Марии.
Городок расположен в долине, жители которой с давних пор занимались производством очков. Этому занятию посвящён небольшой местный музей.

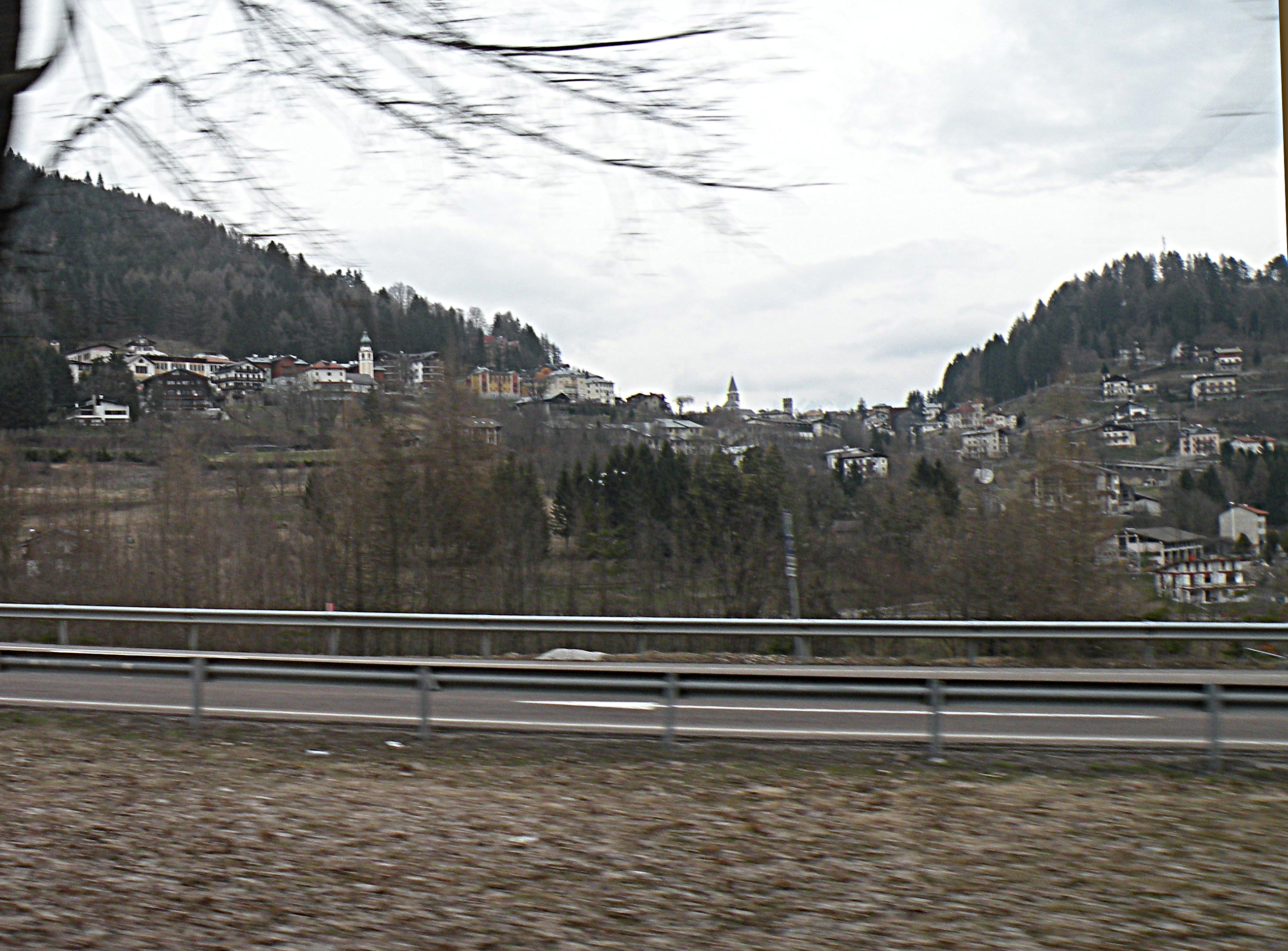
Общий вид городка с автострады

Известность городку принёс факт, что в нём на улице Виа Арсенале родился Тициан (1490—1576). Он прожил здесь сравнительно недолго, и уехал с тем, чтобы никогда не возвращаться. Однако, в церкви Св. Марии находятся некоторые картины мастера, в том числе — «Мадонна со святыми»